# Бхурджи, Автар Сингх
Автар Сингх Бхурджи (англ. Avtar Singh Bhurji, 15 декабря 1944, Биканер, Британская Индия — 26 января 2025, Ишер, Суррей) — угандийский хоккеист (хоккей на траве), полузащитник, тренер.

## Биография
Автар Сингх Бхурджи родился 15 декабря 1944 года в индийском городе Биканер. В том же году его семья переехала в британский протекторат Уганда.
Учился в начальной и средней школе Кололо в Кампале. Играл за школьную команду по хоккею на траве. В 1964 году уехал в Англию, где учился в Кингстонском колледже. В течение четырёх лет играл за команды «Спенсер», «Лондон Индианс» и молодёжную сборную Мидлсекса.
В 1969 году после завершения учёбы вернулся в Кампалу. В 1970 году начал играть за «Симба Юнион» из Кампалы.
В 1972 году вошёл в состав сборной Уганды по хоккею на траве на Олимпийских играх в Мюнхене, занявшей 15-е место. Играл на позиции полузащитника, провёл 6 матчей, мячей не забивал.
После Олимпиады за сборную не играл. Вскоре после неё переехал в Великобританию. С 1973 года играл за «Блэкхит», в составе которого выиграл чемпионат страны по индорхоккею 1976 года. Параллельно в 1973—1978 годах защищал цвета «Лондон Индианс» и сборной Суррея.
В 1978 году играл в Кении за «Найроби Гимхана». В 1988 году опять перебрался в Великобританию, где через три года завершил игровую карьеру из-за проблем со здоровьем, после того как две недели провёл в коме из-за закупорки воротной вены.
По окончании игровой карьеры стал тренером национального уровня. Работал с командами Лондонского и Гринвичского университетов, «Империал Медикс», «Спенсер». В 2008—2011 годах руководил тренерами клуба «Ричмонд».
Также работает фотокорреспондентом на хоккейных матчах.
В 1996 году стал жертвой нападения в Найроби, где тренировал защитников сборной Кении. На Бхурджи и его товарищей напали преступники, которые отняли у них часы, кошельки, личные вещи, а тренеру прострелили голень.
Своими кумирами в хоккее на траве называл индийца Аджитпала Сингха и угандийца Раджиндера Сингха Сандху.
Жил в Суррее. Умер 26 января 2025 года в Ишере, графство Суррей, Англия, в возрасте 80 лет.

## Семья
Отец Автара Сингха Бхурджи был предпринимателем, владел строительной компанией. В 1973 году, после того как угандийский президент Иди Амин решил изъять собственность у азиатов, эмигрировал в Великобританию, где восстановил свой бизнес.